# Cauna
Cauna is een gemeente in het Franse departement Landes (regio Nouvelle-Aquitaine) en telt 389 inwoners (1999). De plaats maakt deel uit van het arrondissement Mont-de-Marsan.

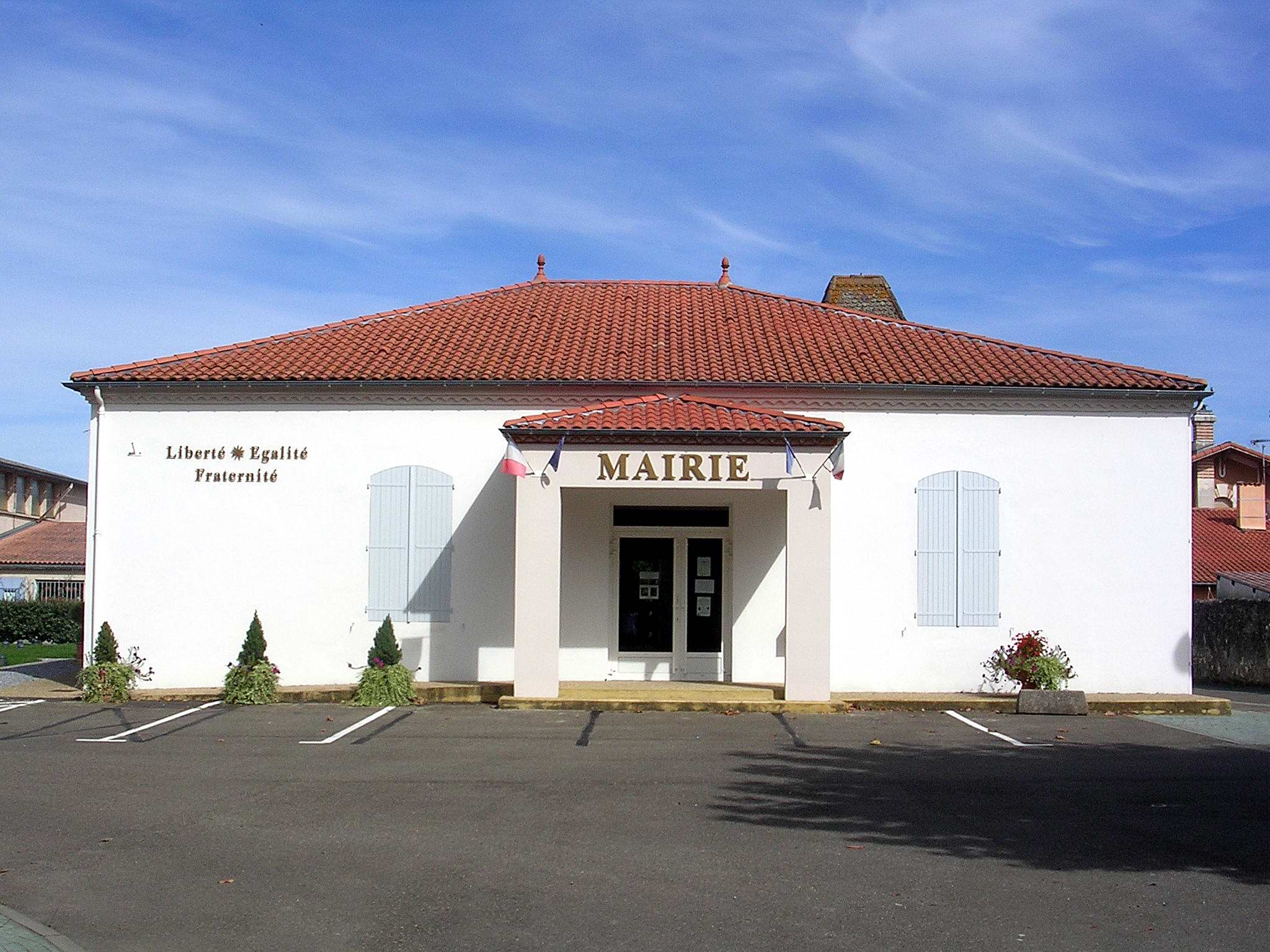
Gemeentehuis
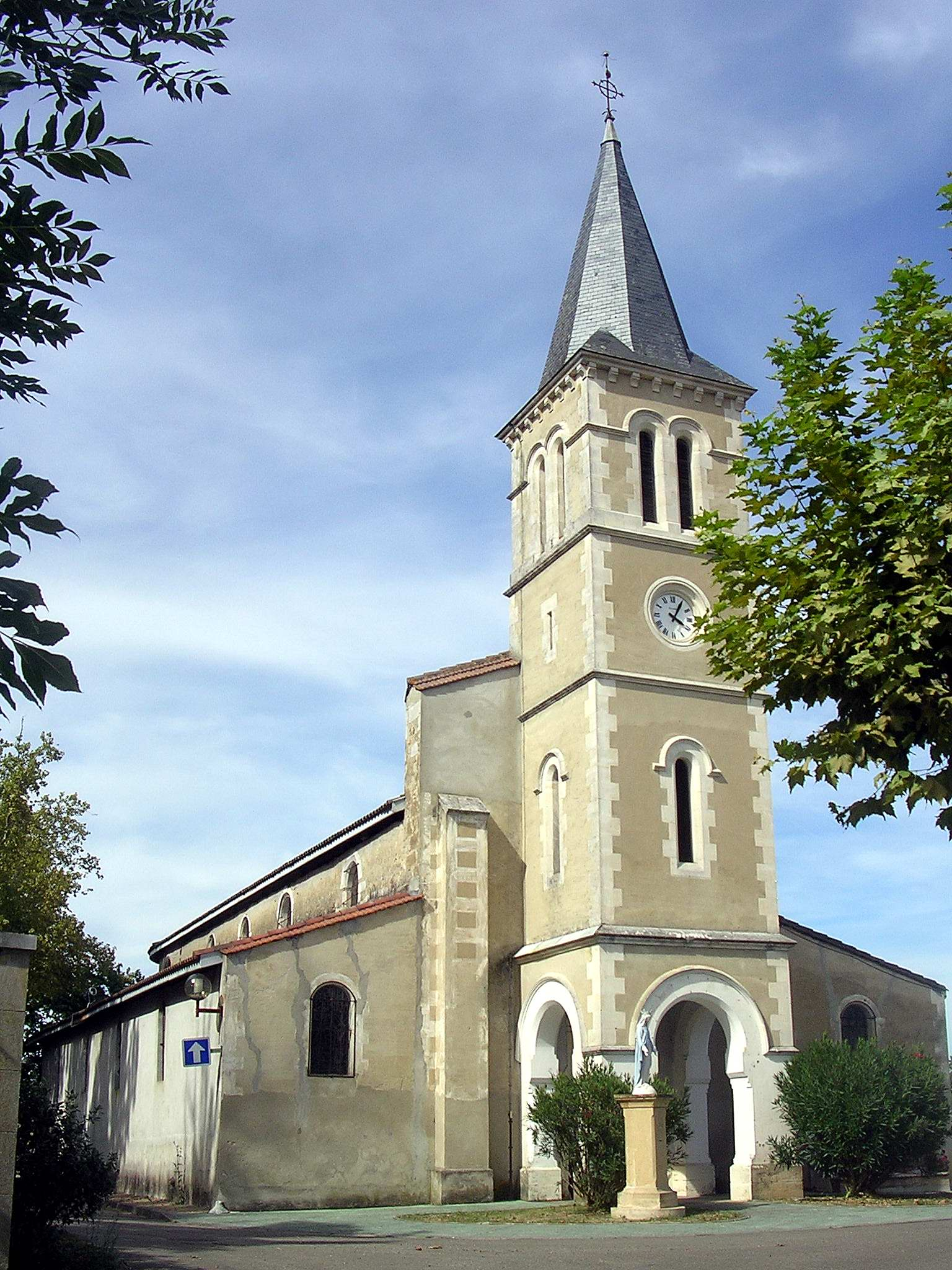
Kerk van Cauna

## Geografie
De oppervlakte van Cauna bedraagt 13,4 km², de bevolkingsdichtheid is 29,0 inwoners per km².
De onderstaande kaart toont de ligging van Cauna met de belangrijkste infrastructuur en aangrenzende gemeenten.

## Demografie
Onderstaande figuur toont het verloop van het inwonertal (bron: INSEE-tellingen).